# Eretmocerus eremicus
Eretmocerus eremicus is een vliesvleugelig insect uit de familie Aphelinidae. De wetenschappelijke naam is voor het eerst geldig gepubliceerd in 1997 door Rose & Zolnerowich.